# Carlo Tagliavini
Pour les articles homonymes, voir Tagliavini.
Carlo Tagliavini, né le 18 juin 1903 à Bologne (Italie) et mort le 31 mai 1982, est un linguiste et romaniste italien.

## Biographie
Le professeur Carlo Tagliavini est né à Bologne, en Émilie-Romagne, le 18 juin 1903. Il a enseigné successivement aux universités de Bologne, de Nimègue, de Budapest et, depuis 1935, à l'université de Padoue, qu'il a dirigée de 1947 à 1952.
Il dirige la Revue d'études romanes de 1927 à 1933. Les articles qu'il y publie s'efforcent de diffuser les résultats de la glossologìe auprès des enseignants.
Carlo Tagliavini est mort le 31 mai 1982, à l'âge de 78 ans.

## Travaux (sélections)
- Grammatica Rumena, 1923.
- Antologia Rumena, 1925.
- Il dialetto di Comèlico, 1926.
- Grammatica elementare della lingua portoghese, 1938.
- La lingua degli Indi Luisenos
- Il lexicon Marsilianum[1];
- Cenni di fonetica e morfologia storica del latino, 3^ edizione, 1962.
- Il dialetto di Livinallongo, 1942.
- L'albenese di Dalmazia;
- Storia di parole pagane e cristiane attraverso i tempi, 1963.
- Panorama di storia della linguistica, 3^ edizione, 1970.
- Studi linguistici latino-veneti.
- Introduzione alla glottologia, 7^ edizione, 1969.
- Un nome al giorno, 1955-1957.
- Le origini delle lingue neolatine, 6^ edizione, 1972.
- Origine e storia dei nomi di persona,
- Dizionario d'ortografia e di pronunzia (DOP), avec Bruno Migliorini et Piero Fiorelli, Turin, ERI, 1969 (Nouvelle édition multimédia (2007)).